# Квартал застарілого житлового фонду
Кварта́л застарі́лого житлово́го фо́нду — територія щільної забудови, в межах якої здійснюється заміна, реконструкція застарілого житлового фонду та такого, що прирівнюється до застарілого.
Квартал (мікрорайон) застарілого житлового фонду є об'єктом реконструкції застарілого житлового фонду.
Реалізація інвестиційних проектів комплексної реконструкції кварталів (мікрорайонів) застарілого житлового фонду здійснюється за умови попереднього і повного відшкодування вартості власникам жилих приміщень втрат шляхом надання за їх згодою іншого житла або грошової компенсації.

## Комплексна реконструкція кварталів застарілого житлового фонду
Комплексна реконструкція кварталів застарілого житлового фонду — перебудова або знесення застарілого житлового фонду в кварталі (мікрорайоні) та будівництво нового житлового фонду  кварталу (мікрорайону).
Для здійснення комплексної реконструкції кварталів (мікрорайонів) застарілого житлового фонду інвестори розробляють інвестиційний проект — сукупність організаційних, фінансових та технічних заходів комплексної реконструкції, які здійснюються за інвестиційним договором, типова форма якого затверджується Кабінетом Міністрів України.
Рішення щодо проведення комплексної реконструкції кварталів (мікрорайонів) застарілого житлового фонду приймають органи місцевого самоврядування.
Реалізація інвестиційних проектів комплексної реконструкції кварталів (мікрорайонів) застарілого житлового фонду здійснюється за умови попереднього і повного відшкодування вартості власникам жилих приміщень втрат шляхом надання за їх згодою іншого житла або грошової компенсації.
Власникам нежилих приміщень надається за їх згодою інше рівноцінне нежиле приміщення або грошова компенсація.
Відселення наймачів жилих (нежилих) приміщень здійснюється за умови попереднього надання їм інших рівноцінних за площею та кількістю кімнат жилих (нежилих) приміщень у межах кварталу (мікрорайону) комплексної реконструкції населеного пункту в порядку, встановленому законодавством.